# جيريمي ويلسون
جيريمي ويلسون (بالإنجليزية: Jeremy Wilson) هو مؤرخ بريطاني، ولد في 1944، وتوفي في 2 أبريل 2017.

## أعمال جيريمي ويلسون حول لورانس العرب
أصبح ويلسون معروفًا باعتباره المرجع الرائد في تي إي لورانس، وكان مؤلف كتاب "لورنس العرب: السيرة الذاتية المعتمدة لتي إي لورانس" (1989).
كان أول عمل منشور لويلسون عن لورانس هو طبعة عام 1971 من مجموعة قصائد لورانس، الأقليات؛ قصائد جيدة لقصائد صغيرة لشعراء جيدين؛ الذي تعطي مقدمته المدروسة جيدًا للقراء فهمًا لكيفية عكس القصائد لحياة لورانس وأفكاره خاصه حول الثوره العربيه الكبرى 1916-1918 . في عام 1975، بعد نجاح كتاب الأقليات، قام إيه دبليو لورانس بتعيين ويلسون كاتبًا معتمدًا لسيرة تي إي لورانس. قضى ويلسون سنوات من البحث، وجمع معلومات عن لورانس أكثر بكثير مما تم نشره سابقًا. كان ويلسون يعتبر خبيرًا في مجال لورنس، حيث عمل كمستشار للمعارض الخاصة بلورنس في معرض الصور الوطني ومتحف الحرب الإمبراطوري.
ولجعل المعلومات حول لورانس متاحة مجانًا في جميع أنحاء العالم، قام ويلسون بتطوير موقع TE Lawrence Studies، 1 وهو موقع ويب وقائمة مناقشة عبر الإنترنت. منذ عام 1990، من خلال مطبعة كاسل هيل، قام هو وزوجته بتحرير ونشر طبعات علمية من أعمال لورانس ومراسلاته بالإضافة إلى أعمال عن حياة لورانس.
كانت مساهمة جيريمي مايكل ويلسون أساسية في تعميق الفهم لحياة وأعمال وإرث ت. إ. لورانس، حيث قدمت منظورًا أكاديميًا ودقيقًا حول هذه الشخصية التاريخية المعقدة.